# John B. Watson
John Broadus Watson (Greenville, 9 de janeiro de 1878 — Nova Iorque, 25 de setembro de 1958) foi um psicólogo estadunidense, considerado o fundador do comportamentalismo (ou simplesmente behaviorismo).
Foi um aluno médio, durante o seu percurso escolar, até chegar à Universidade de Chicago. Frequentou o curso de filosofia, matemática, latim e grego mas desiludido com a orientação, mudou para Psicologia. Para suportar as suas despesas pessoais, aceitou como trabalho a limpeza dos gabinetes da Universidade, bem como a vigilância dos ratos brancos dos laboratórios de neurologia. Posteriormente, concluiu seu doutorado em neuropsicologia, defendendo uma tese sobre a relação entre o comportamento dos ratos de laboratório e o sistema nervoso central.
Como professor de psicologia animal, desenvolveu investigações, fundamentalmente sobre o comportamento de ratos e macacos. São as suas experiências com animais, controladas de forma rigorosa e objetiva, que lhe vão inspirar o modelo de psicologia. Os mesmos procedimentos poderão ser aplicados pelos psicólogos se eles se debruçarem sobre o estudo do comportamento humano. Daí que Watson assumisse claramente a abolição da barreira entre a psicologia humana e a psicologia animal.
Com 29 anos, foi leccionar na Universidade de Baltimore, onde desenvolveu, durante 13 anos, o fundamental da sua pesquisa, instalando um laboratório de psicologia animal. Em 1913 publicou o artigo "A Psicologia como um comportamentista a vê", onde apresenta os fundamentos da sua teoria. Com a Primeira Guerra Mundial, interrompeu a sua atividade profissional para ingressar no exército, participando numa campanha militar em França. Watson manteve-se na Universidade Johns Hopkins até 1920. Em 1918, retomou a investigação, estudando a primeira infância, mas um divórcio tumultuoso devido à sua paixão por sua assistente, para quem escreveu tórridas cartas de amor, que vieram a público, desmoralizou seu trabalho como pesquisador acadêmico, obrigando-o a abandonar a Universidade. Ingressou numa agência de publicidade e dedicou-se paralelamente à divulgação das suas teorias junto de um público mais amplo. Depois de aposentado, retomou as suas investigações em psicologia. Ele teve um caso com Mary Ickes, de 19 anos. Se divorciou de sua primeira esposa e foi, então pedido pela universidade para renunciar ao seu cargo. Watson se casou mais tarde com Mary e os dois permaneceram juntos até a morte dela em 1935. Depois de deixar sua posição acadêmica, Watson começou a trabalhar para uma agência de publicidade onde permaneceu até se aposentar em 1945.
Durante a última parte de sua vida, as relações já pobres de John Watson com seus filhos cresceram progressivamente piores. Ele passou seus últimos anos vivendo uma vida reclusa em uma fazenda em Connecticut. Pouco antes de sua morte, ele queimou muitos de seus documentos e escritos pessoais inéditos.
Watson definiu o cenário para o behaviorismo, que logo passou a dominar a psicologia. Enquanto o behaviorismo começou a perder o seu domínio a partir de 1950, muitos dos conceitos e princípios ainda são amplamente usados hoje. Condicionado e modificado o comportamento amplo utilizados em terapia e treinamento comportamental para ajudar os clientes a mudar (problemáticas e desenvolver novas habilidades). Para Watson, a psicologia não devia ter em conta nenhum tipo de preocupações introspectivas, filosóficas ou motivacionais, mas apenas e simplesmente os comportamentos objetivos, concretos e observáveis.[carece de fontes?]

## Watson e o comportamentalismo
O comportamentalismo, ou behaviorismo (do inglês Behaviorism, derivado de behavior que significa comportamento, conduta), é “teoria e método de investigação psicológica que procura examinar do modo mais objetivo o comportamento humano e dos animais, com ênfase nos fatos objetivos (estímulos e reações), sem fazer recurso à introspecção”, segundo o dicionário Houaiss, ou seja, como próprio nome já diz, tem como objeto de estudo o comportamento, que é caracterizado pela resposta dada a estímulos externos, e segundo Watson, “seu objetivo teórico é prever e controlar o comportamento” (Schultz, p. 239).
Não é possível afirmar a data precisa de criação do Comportamentalismo, porém, pode-se dizer que surgiu a partir de um protesto contra o funcionalismo e o estruturalismo em 1913, cujo líder foi John B. Watson, PhD pela Universidade de Chicago, que era considerada o centro da psicologia funcional, movimento que Watson era contra. Sua ambição era um movimento em oposição ao funcionalismo e ao estruturalismo, pois, assim como Wundt, seu objetivo era a criação de uma nova escola em que houvesse a distinção dos métodos até então adotados.
Sua proposta behaviorista de psicologia teve como principais influências:
- a tradição experimental da psicologia animal,[2] de autores como Pavlov, Thorndike, Twitmyer e Pfungst;
- a teoria de Loeb sobre o comportamento animal ser baseado em estímulos e respostas;[carece de fontes?]
- a tradição filosófica do objetivismo e do mecanicismo de Descartes, cujo pensamento mecanicista buscava objetividade nos estudos anatômicos humanos;[carece de fontes?]
- a tradição de Comte, fundador do positivismo.[carece de fontes?].
- a psicologia funcional, já que funcionalistas como Cattel e Pillsbury estavam se aproximando dos conceitos comportamentalistas.[carece de fontes?]

Watson inovou ao propor o estudo do comportamento em si mesmo, não necessitando de analogias com a consciência humana ou mesmo com o comportamento humano (no caso do comportamento de animais não humanos). Comportamentos observáveis que pudessem ser descritos através do conceito de estímulo e resposta eram preferidos, o que indica a semelhança com os experimentos da psicologia animal. Devido a esse caráter objetivo e criterioso, foi dada uma contribuição muito importante para a formação da Psicologia científica. Foram descartadas ideias mentalistas, assim como termos empregados por elas que, segundo Watson, naquele momento induziam à especulação e a definições inconsistentes como os de consciência, sensação e mente. Também rompe, ao menos em parte, com o campo da psicologia introspectiva, propondo que o método de introspecção não faz parte essencial do behaviorismo, embora reconhecendo ser necessário em alguns casos. Ao final, entretanto, Watson prevê um retorno a esses problemas:
"5. A psicologia como comportamento terá, afinal, que negligenciar alguns poucos problemas realmente essenciais com os quais a psicologia como uma ciência introspectiva agora se concentra. Sem dúvida mesmo esses esparços problemas podem ser colocados em palavras de tal forma que métodos refinados no comportamento (os quais certamente virão) irão guiar a suas soluções."(p. 177)
Ou seja, Watson não negou a validade de todos os problemas de interesse da psicologia introspectiva. Ao menos em parte, ele postergou o estudo deixando-os para futuras gerações.

## Prêmios
- 1915 - Serviu como presidente da Associação Americana de Psicologia (APA)
- 1919 - Publicou Psychology From the Standpoint of a Behaviorist
- 1925 - Publicou Behaviorism
- 1928 - Publicou Psychological Care of Infant and Child
- 1957 - Recebeu o prêmio da APA pelas contribuições para a psicologia